# Keleos
Keleos (altgriechisch Κελεός Keleós), auch Celeus, war ein mythischer König von Eleusis, in dessen Haus Demeter auf der Suche nach Persephone einkehrte. Er war der Gatte der Metaneira und Vater des Demophon und des Triptolemos.
Als Demeter auf der Suche nach der von Hades geraubten Tochter Persephone in Gestalt einer alten Frau unter den Menschen wandelte, kam sie nach Eleusis und rastete unter einem Olivenbaum am Jungfrauenbrunnen, wo ihr Kallidike, Kleisidike, Demo und Kallithoe, die vier Töchter des Keleos, begegneten. Sie fragen die vermeintliche Alte, woher sie denn komme und wieso sie so fern ihrer Heimat sei. Demeter antwortete, ihr Name sei Doso, sie komme aus Kreta und wäre von Piraten geraubt, diesen schließlich entkommen. 
Daraufhin luden die Töchter des Keleos Demeter in das Haus ihres Vaters ein, wo sie freundlich von Metaneira empfangen wurde. Doch die Göttin war still und voll Trauer, wollte nichts essen und nichts trinken, bis die Dienerin Iambe sie durch lose Scherze zum Lächeln brachte. Den angebotenen Wein wies sie ab, verlangte aber stattdessen Kykeon als Trank. Die Göttin übernahm dann die Pflege des neugeborenen Demophon. 
Sie salbte den Knaben mit Ambrosia, wodurch er wunderbar gedieh und eher einem Gott als einem Menschen glich, als sie ihn aber eines Nachts in das Feuer hielt, um ihn so unsterblich zu machen, wurde sie von Metaneira überrascht, die ein großes Geschrei erhob, da sie meinte, eine verrückte alte Amme wolle ihren Sohn verbrennen.
Dadurch war die Göttin sehr erzürnt und riss den Knaben aus dem Feuer, wodurch dieser dem Tod verfallen blieb. Dann zeigte sie sich in ihrer wahren Gestalt und verlangte, dass man ihr in Eleusis einen Tempel errichtet, was auch geschah. 
Als Demeter schließlich die Mysterien von Eleusis stiftete, wurde Keleos der erste der Hohenpriester.
Im homerischen Hymnos ist Triptolemos kein Sohn des Keleos, sondern einer der Fürsten von Eleusis. Nach Pamphos sollen die Namen der Töchter Diogeneia, Pammerope und Saisara sein. Pausanias behauptet, dass Homer hierin mit Pamphos übereinstimme.